# SADOC
SADOC è l'acronimo di Sistema Automatico di Direzione delle Operazioni di Combattimento, è la denominazione del primo sistema di comando e controllo della Marina Militare Italiana.

## Storia
Nel 1968 venne istituito a Roma il "Centro di programmazione e addestramento ai Sistemi Automatici di Direzione delle Operazioni di Combattimento della Marina Militare" (MARICENSADOC), con il compito di sviluppare il primo sistema di comando e controllo navale italiano e curare l'addestramento dei futuri operatori.
Nel 1970 MARICENSADOC venne trasferito a Taranto, all'interno del comprensorio di MARICENTADD, il Centro di Addestramento Aeronavale, costituitosi nel 1972, cambiando la sua denominazione da MARICENSADOC all'attuale denominazione di MARICENPROG, Centro di Programmazione della Marina Militare, dove viene formato il personale all'uso dei sistemi, scelta che permette di unire le competenze dei tecnici sviluppatori alle esperienze del personale destinato ai sistemi a bordo.

### Origine del nome
Il nome è ripreso dalla Bibbia dal nome del sacerdote ebraico determinante nel portare al trono il re Salomone, il quale dopo avere eretto il Tempio di Gerusalemme, nominò Sadoc quale primo Sommo sacerdote.

## Sistemi SADOC
Il Sistema Automatico di Direzione delle Operazioni di Combattimento ha avuto nel tempo varie evoluzioni, l'ultima delle quali il nuovo sistema SADOC 4, destinato ad equipaggiare le unità di nuova costruzione.

### SADOC 1
Il Sistema Automatico di Direzione delle Operazioni di Combattimento denominato SADOC-1 venne realizzato prendendo a modello il NTDS americano 
utilizzava un elaboratore americano CP642B e monitor SYA e venne imbarcato nel 1970 sugli incrociatori lanciamissili Doria e Duilio e sull'incrociatore lanciamissili portaelicotteri Vittorio Veneto. Il sistema venne imbarcato anche sui due nuovi cacciatorpediniere lanciamissili Audace e Ardito.

### SADOC 2

consolle Selenia IPN-20 della portaeromobili Garibaldi

Il sistema SADOC-2 (o IPN-10) ha aggiunto un secondo computer al sistema, con entrambi gli elaboratori poi sostituiti con computer italiani CDG-3032 (CP-7010), una consolle orizzontale per tre operatori con monitor da 22 pollici e nuove consolle con schermi da 16 pollici.
Il sistema SADOC-2 venne installato negli anni 1976/1977 sui cacciatorpediniere lanciamissili della classe Impavido e nel 1978 sulle nuove fregate lanciamissili Classe Lupo, che successivamente vennero dotate di sistema SADOC-2 (IPN-20) che venne imbarcato sulle fregate lanciamissili classe Maestrale, sulla portaeromobili Garibaldi, sui cacciatorpediniere lanciamissili classe Audace in origine equipaggiati con sistema SADOC-1, sui quali il sistema SADOC-2 venne imbarcato nel corso dei lavori di mezza vita effettuati nella seconda metà degli anni ottanta, sui cacciatorpediniere lanciamissili classe Durand de la Penne, sui pattugliatori di squadra classe Soldati, sulle corvette classe Minerva, su una delle navi d'assalto anfibio della classe San Giorgio e sul rifornitore di squadra Etna.
il sistema disponeva di consolle consolle multifunzionali e di consolle dedicate per il sonar, per la guerra elettronica per i missili e per le artiglierie di bordo.

### SADOC 3
Il sistema SADOC-3 (o IPN-3) è stato imbarcato sui pattugliatori classe Comandanti sulla portaerei Cavour sui Doria sulle FREMM e nel corso degli anni dieci su quattro delle Maestrale allo scopo di prolungarne la vita operativa.

### SADOC 4
Il sistema SADOC-4 è destinato ai nuovi pattugliatori polivalenti d'altura (PPA) classe Thaon di Revel, sulla nuova LHD Trieste, sui nuovi PPX e sui nuovi cacciatorpediniere lanciamissili DDX destinati entro la fine degli anni venti a sostituire le unità della classe Durand de la Penne.